# Bani (flod)

Bani är en flod i Västafrika och den största bifloden till Niger i Mali. Floderna Baoulé och Bagoé som rinner upp i Elfenbenskusten bildar Bani då de flyter samman 160 km öster om Bamako i Mali. Själva floden Bani är omkring 370 km lång och faller ut i Nigerfloden vid dess inlandsdelta i Mali nära Mopti.  
Medelvattenföring på 670 m³/s och den högsta uppmätta är 3 800 m³/s.
Bani är bara delvis seglingbar. Flodens bankar används för odling av hirs, ris, sorghum och majs.

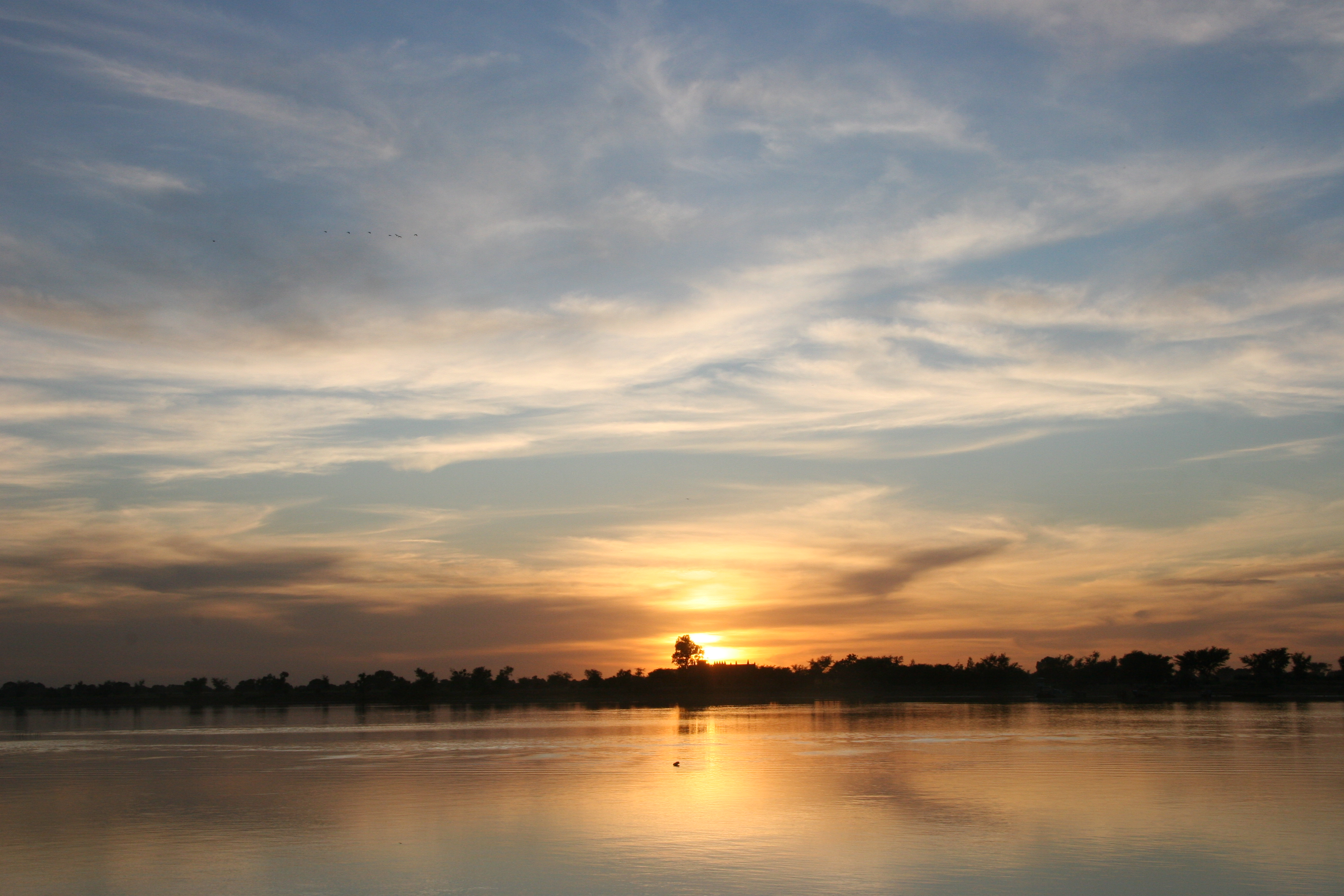
Soluppgång över Banifloden.